# RNA TV
RNA TV (abreviação para Rede Norte Araguaia, ou ainda Record Norte Araguaia) foi uma emissora de televisão brasileira sediada em Confresa, cidade do estado de Mato Grosso. Operava no canal 12 VHF analógico, e era afiliada à RecordTV. Pertencia a Rede Norte Araguaia de Comunicação, de propriedade do empresário Jean Karlos.

## História
A RNA TV foi fundada em 15 de setembro de 2010 pelos empresários Jean Karlos e Ilário Tavares, por meio de uma autorização de uso de uma concessão de repetidora da Record Cuiabá. Estreou sua programação local em 17 de janeiro de 2011 com o telejornal RNA Notícias, apresentado por Seli Rosa, se tornando a primeira emissora de televisão a produzir programas locais em Confresa e região Norte Araguaia.
Em maio de 2020, Ilário sai da RNA TV para criar o próprio grupo de comunicação, o Grupo Araguaia Xingu, fundando em 15 de julho a TV Confresa, afiliada ao SBT. Sem repórteres ou apresentadores após a saída de Ilário, já que além dele, a repórter Carla Rezende havia saído em março para a TV Querência (afiliada da RecordTV em Querência), a RNA TV interrompe a produção de programas locais.
Em 15 de janeiro de 2021, a empresa que controlava a RNA TV é encerrada, o que caracterizou a extinção da emissora.

## Sinal digital
A RNA TV havia sido autorizada a implantar seu sinal digital por meio de um ato do Ministério das Comunicações de 6 de fevereiro de 2014, que autoriza a Gazeta Publicidade e Negócios Ltda. a utilizar o canal 39 UHF digital de Confresa. A emissora, no entanto, não chegou a dar início às operações em sinal digital.

## Programas
Além de retransmitir a programação nacional da RecordTV e estadual da TV Vila Real, a emissora produziu ou exibiu os seguintes programas:
- Balanço Geral Araguaia
- Encontro com os Serranos na TV
- RNA Notícias
- Rotina Rural

## Equipe

### Membros antigos
- Carla Rezende (hoje na TV Querência)[4]
- Leandro Trindade (hoje no SBT Cuiabá)[8]
- Ilário Tavares (hoje na TV Confresa)[9]
- Laiany Rodrigues (hoje na Conti FM)[10]
- Seli Rosa[2]
- Uasley Werneck (hoje na Conti FM)[11]
- William Petterson[12]

## Controvérsias
Em março de 2013, vieram à tona acusações de pirataria e estelionato contra o proprietário da RNA TV, Jean Karlos, e seu sócio Ilário Tavares. Em uma das situações, o empresário Everaldo Simões acusou os mesmos de estelionato. Eles teriam vendido, em 2010, parte de um direito de concessão do Grupo Gazeta que eles teriam no município de Vila Rica para ele no valor de R$ 75 mil, o que corresponderia a 50% do direito de uso da concessão. O empresário afirmou que ele havia confiado em Ilário por sua relação com o mesmo no partido político PPS em Confresa. Everaldo investiu na construção de uma repetidora, que após finalizada, passou a operar no canal 7 (que seria o canal da suposta concessão adquirida), retransmitindo a programação da Record Cuiabá. No entanto, o canal nunca existiu na listagem da Agência Nacional de Telecomunicações (ANATEL), o que significava que ele não tinha a permissão para manter a repetidora funcionando. Após ser alertado da clandestinidade, Everaldo desligou os equipamentos. Ainda segundo ele, foi feito um contrato e um recibo (os quais ele ainda acusou serem falsos) com Jean Karlos.
A outra polêmica era relacionada com a então emissora irmã da RNA TV, a TV Líder, uma afiliada do SBT instalada no mesmo prédio que a afiliada da Record, em Confresa. A emissora, que entrou no ar em 13 de fevereiro de 2012, operava no canal 19 UHF, que também não estava listado pela ANATEL para uso no município, e consequentemente, não tinha concessão. A polêmica chegou a envolver o então deputado federal Roberto Dorner, proprietário da então TV Rondon, afiliada do SBT em Cuiabá, que Jean Karlos afirmou ter permitido a instalação da TV Líder com a parceria da emissora cuiabana. Dorner negou ter qualquer relação com a emissora, dizendo que mal conhecia Jean, e afirmando ainda que não autoriza parcerias com canais clandestinos. A TV Líder foi retirada do ar no início de março de 2013, logo após as denúncias começarem a ser destaque nos meios de comunicação. Jean tinha o intuito de criar uma rede de televisão regional, instalando filiais da TV Líder em outros municípios, mas o projeto não se concretizou.